# Masacre de Greensboro
La masacre de Greensboro tuvo lugar el 3 de noviembre de 1979 en la ciudad de Greensboro, Carolina del Norte, Estados Unidos. Cinco manifestantes fueron asesinados por miembros del Ku Klux Klan y el Partido Nazi Americano durante una protesta. Esta protesta había sido la culminación del intento del Partido Comunista de los Trabajadores (conocido como Workers Viewpoint Organization en el momento del tiroteo) de organizar a la mayoría de los trabajadores negros de esa área.
Los manifestantes asesinados fueron: Sandi Smith, enfermera y activista por los Derechos Humanos; Dr. James Waller, presidente de una organización local de trabajadores textiles y que se dedicaba al tratamiento médico gratuito de trabajadores; Bill Sampson, graduado en la Universidad de Harvard; Cesar Cause, inmigrante cubano graduado cum laude por la Universidad de Duke; y el Dr. Michael Nathan, jefe de pediatría en el Centro de Salud Lincoln en Durham, una clínica que ofrecía tratamiento a niños con familias con pocos recursos.

## Manifestación y ataque
Las hostilidades entre estos movimientos comenzaron cuando los manifestantes interrumpieron una proyección organizada por los supremacistas blancos del Ku Klux Klan en China Grove, Carolina del Norte. Desde entonces se sucedieron episodios de burlas y tensión entre estos movimientos durante los meses siguientes.
El 3 de noviembre de 1979 fue programada una marcha de trabajadores industriales organizada por los comunistas contra la presencia del Ku Klux Klan. La Marcha por la Muerte del Klan comenzó en una zona de predominante presencia de negros denominada Morningside. Durante la marcha un grupo de vehículos con miembros del Klan y del Partido Nazi Americano empezaron a moverse por los alrededores de la manifestación. Los manifestantes, alertados por su presencia, empezaron a proferir gritos de repulsa y se intentó echar de allí a los fascistas, y es entonces cuando los supremacistas se bajaron de los coches y sacaron de los maleteros rifles y pistolas con las que empezaron a disparar a los manifestantes. Algunas de las personas que formaban parte de la protesta portaban armas con las que empezaron a defenderse.
Cauce, Waller y Sampson fueron asesinados en ese mismo lugar. Smith fue disparada entre los ojos cuando salía de su escondite. Hubo once heridos durante el tiroteo, y el doctor Nathan murió posteriormente a causa de sus heridas. La mayoría de los enfrentamientos fueron filmados por cuatro cámaras de los servicios informativos locales.

## El papel de la policía
Uno de los aspectos más cuestionables del tiroteo fue el papel de la policía. Normalmente durante este tipo de protestas siempre existía la presencia de la policía, pero en este caso no existía vigilancia policial de ningún tipo lo que favoreció la huida de los asaltantes. Un detective y un policía fotógrafo habían seguido la caravana de los miembros del Klan, pero ninguno de ellos llegó a intervenir. Edward Dawson, un miembro del klan que después se volvió informante de la policía, iba en el primer coche de la caravana nazi. En los días previos a la manifestación uno de los causantes del tiroteo había conseguido en oficina de policía un mapa del recorrido de la marcha antifascista. Bernard Butkovich, un policía camuflado de la Oficina de Alcohol, Tabaco y Armas de Fuego, testificó después que tenía conocimiento de que los miembros del Ku Klux Klan y del Partido Nazi Americano tenían pensado enfrentarse a los manifestantes.
En anteriores testimonios, los nazis alegaron que el agente les animó a llevar armas de fuego a la manifestación anti-Klan. Esto ha dado lugar a acusaciones de complicidad de la policía en el tiroteo.
Los miembros del Klan y los nazis no eran habitantes de Greensboro. Habían venido como desafío a los organizadores de la marcha. Los informes en el archivo de noticias de Greensboro indicaron que la policía no se encontraba en la escena porque los organizadores de la manifestación les habían dado mal la información del recorrido de la marcha. Ahora es conocido que la caravana del Klan fue organizada por un hombre que después se volvió informante de la policía, y que contaba con un mapa de la ubicación de la manifestación para guiar hasta allí a la caravana y que mantenía contacto por radio con la policía. Además, antes ya había habido presencia de policías en la escena, pero se les había dado permiso para ir a comer justo antes del ataque.

## Procedimientos legales
Cuarenta nazis y miembros del Klan estuvieron envueltos en el tiroteo; dieciséis fueron arrestados pero solo seis fueron llevados a juicio. Dos juicios dieron como resultado la absolución de los acusados, que fueron juzgados por un jurado íntegramente blanco. Sin embargo, una demanda realizada en 1985 por los supervivientes de la matanza consiguió que fueran indemnizados con 350000 dólares, y que los miembros del klan y del partido nazi fueran considerados como violadores de los derechos civiles de los manifestantes.

## Comisión de verdad y Reconciliación de Greensboro
En 2005, los residentes de Greensboro, inspirados en la etapa de después del apartheid en Sudáfrica, fundaron una Comisión por la Verdad y la Reconciliación para dar testimonio público y examinar las causas y las consecuencias de la masacre. En contra de esta comisión se encontraba el Consejo de la Ciudad de Greensboro. La Comisión determinó que los miembros del Klan acudieron a la manifestación para intentar desencadenar una confrontación violenta, en la que ellos dispararon a los manifestantes. Esta Comisión, a través de un informante pagado, consiguió demostrar que el Departamento de Policía estaba infiltrado en el Klan y que tenía conocimiento de sus planes y de su potencial violento. También se consiguió demostrar que el propio FBI conocía las intenciones de este grupo supremacista.